# Крейг Левейн
Крейг Левейн (англ. Craig Levein, нар. 22 жовтня 1964, Данфермлайн) — шотландський футболіст, захисник. По завершенні ігрової кар'єри — футбольний тренер. З 2017 року очолює «Гарт оф Мідлотіан».
Як гравець насамперед відомий виступами за «Хартс», а також національну збірну Шотландії.

## Клубна кар'єра
У дорослому футболі дебютував 1981 року виступами за «Ковденбіт», в якому провів два сезони, взявши участь у 60 матчах чемпіонату.
1983 року перейшов до клубу «Гарт оф Мідлотіан», за який відіграв 14 сезонів. Більшість часу, проведеного у складі «Гартс», був основним гравцем захисту команди. Завершив професійну кар'єру футболіста виступами за «Гартс» у 1997 році

## Виступи за збірну
1990 року дебютував в офіційних матчах у складі національної збірної Шотландії. Протягом кар'єри у національній команді, яка тривала 5 років, провів у формі головної команди країни 16 матчів.
У складі збірної був учасником чемпіонату світу 1990 року в Італії.

## Кар'єра тренера

### Початок тренерської роботи
Розпочав тренерську кар'єру відразу ж по завершенні кар'єри гравця, 1997 року, очоливши тренерський штаб клубу «Ковденбіт».
Надалі очолював «Гарт оф Мідлотіан», «Лестер Сіті», «Рейт Роверс» та «Данді Юнайтед».

### Збірна Шотландії
23 грудня 2009 року очолив тренерський штаб національної збірної Шотландії. З тренером було укладено контракт на п'ять з половиною років, а першим його завданням було визначене успішне подолання відбору на Євро-2012. Початок виступів у своїй відбірковій групі, проте, для шотландців був невпевненим — після нульової нічиєї у матчі проти Литви послідувала невиразна гра з іншим аутсайдером групи, збірною Ліхтенштейну, в якій вдалося мінімально перемогти 2:1 лише завдяки голу, забитому у додатковий час зустрічі. У чотирьох іграх з фаворитами групи, збірними Іспанії і Чехії, команда Левейна використовувала дуже обережну тактику, проте змогла здобути лише одне очко, звівши унічию домашню гру проти чехів. Повторні ігри проти Литви і Ліхтенштейну шотландці виграли з однаковим мінімальним рахунком 1:0, однак цього виявилося недостатньо аби хоча б отримати місце у стикових матчах за потрапляння до фінальної частини континентальної першості.
Попри незадовільні результати відбору на Євро-2012 Левейн залишився на чолі збірної Шотландії і займався її підготовкою до кваліфікації на чемпіонат світу 2014 року. Змагання у своїй відбірковій групі шотландці розпочали з двох домашніх нічиїх проти збірних Сербії і Македонії (0:0 і 1:1 відповідно), за результатами яких збірну знову критикували за занадто захисну тактику. Відповідь щодо подальших перспектив шотландської команди у відборі мали дати наступні виїзні ігри проти Уельсу і Бельгії. Обидві ці гри було програно, після чого шотландці опинилися на останньому місці турнірної таблиці з двома очками після чотирьох проведених матчів. Реакцією Шотландської футбольної асоціації на такий розвиток подій було звільнення Левейна з посади головного тренера збірної 5 листопада 2012 року.

### Подальша кар'єра
У травні 2014 року був запрошений на посаду директора з футболу свого колишнього клубу «Гарт оф Мідлотіан». На цій посаді, зокрема, координував призначення на посаду головного тренера единбурзької команди спочатку Роббі Нільсона, а згодом Іана Катро. Після звільнення останнього влітку 2017 року Левейн отримав призначення на головну тренерську посаду у клубі, продовжуючи працювати його директором з футболу.